# ビートたけしの私が嫉妬したスゴい人
『ビートたけしの私が嫉妬したスゴイ人』（ビートたけしのわたしがしっとしたスゴイひと）は、フジテレビで不定期に放送している特別番組である。ビートたけしの冠番組。

## 概要
- | [icon] | この節の加筆が望まれています。 |

著名人が嫉妬した相手、嫉妬した理由をカミングアウトする番組。もともとは、「一流が嫉妬したスゴい人」というタイトルで、第3回の放送より現在のタイトルになった。嫉妬する相手は、人物だけとは限らない。第1回にVTRで出演した尾田栄一郎は、顔出し出演ではないものの、嫉妬した漫画作品をアンケート形式で回答している。
総合司会のビートたけしは、第1回でカミングアウトする側として登場した。たけしは、所ジョージと甲本ヒロトへの嫉妬を告白している。

## 放送リスト
| 放送回 | 放送日                  | 時間          | ゲスト | 司会進行              | タイトル                           | 備考                       |
| ------ | ----------------------- | ------------- | --- | --------------------- | ---------------------------------- | -------------------------- |
| 1      | 2015年12月29日(火曜日） | 11:55 - 12:55 | 劇団ひとり、伊集院光、松岡茉優(スタジオ) ビートたけし、清水ミチコ、福里真一、とにかく明るい安村、ゲッターズ飯田、尾田栄一郎(VTR)                                                                           | 西山喜久恵            | 一流芸能人が嫉妬したスゴイ人       |                            |
| 2      | 2016年5月14日(土曜日)   | 21:00 - 23:10 | 劇団ひとり、千原ジュニア、伊集院光、武井壮、ヒャダイン、松下奈緒、芦田愛菜(スタジオ) 樹木希林、コロッケ、さだまさし、浜崎慎治、片岡護、大角和平、三池崇史、澤穂希、鈴木おさむ(VTR)                         | 加藤綾子              | 一流芸能人が嫉妬したスゴイ人       | 『土曜プレミアム』枠で放送 |
| 3      | 2017年4月6日(木曜日）   | 21:00 - 23:24 | 劇団ひとり、永野芽郁、YOU、横澤夏子、水道橋博士、伊集院光(スタジオ) 梅沢富美男、GACKT、坂上忍、田中真弓、真琴つばさ、Mr.マリック、美輪明宏、吉田沙保里、和田アキ子(VTR)                                    | ビートたけし 加藤綾子 | ビートたけしの私が嫉妬したスゴイ人 |                            |
| 4      | 2018年1月3日(水曜日)    | 21:00 - 23:30 | 劇団ひとり、伊集院光、浅田舞、井森美幸、長嶋一茂、ピエール瀧(スタジオ)、安倍晋三(スペシャルゲスト) 伊調馨、遠藤保仁、上原浩治、工藤公康、国枝慎吾、小室哲哉、野村忠宏、古田新太、松本幸四郎、箭内道彦(VTR) | ビートたけし 加藤綾子 | ビートたけしの私が嫉妬したスゴイ人 |                            |

## スタッフ
- ナレーター：Owen真樹
- 構成：デーブ八坂、上野耕一郎、鈴木裕士、板倉輝（デーブ・上野→第1回-、鈴木→第3,4回、板倉→第4回）
- 美術プロデューサー：豊田亮介（第1回は美術制作）
- デザイン：安部彩、邨山直也（邨山→第4回）
- イラスト：森恵子
- 美術進行：椛田学
- 大道具：大川原祐也
- 大道具操作：山寺宏幸（第4回）
- イラスト（第4回）：Great International、リトルベア
- アクリル装飾：松本健
- 電飾：田上淳子
- 装飾（第4回）：百瀬貴弥
- 生花装飾（第4回）：荒川直史
- メイク：山田かつら
- CG：小倉敦之、渡邊竜実（渡邊→第3,4回）
- TD・SW：長田崇
- CAM：高瀬和彦
- AUD：早見哲平（第1,2,4回）
- VE：大西幸二
- 照明：小林敦洋（第2回-）
- 編集：橋上憲二（第4回）
- MA：上松紗弓（第4回）
- 音響効果：小堀一
- TK：石井成子
- デスク：二宮麻紀（第4回）
- リサーチ（第2回-）：安井香織、丸井乙生、亀田貴誠、荒井元気（荒井→第3,4回、安井・丸井→第4回）
- 技術協力：fmt、共同テレビジョン、サンフォニックス、田中電設、東京オフラインセンター（fmt→第1回-、その他→第3,4回、東京オフ→第4回）
- 美術協力：フジアール
- 編成：南條祐紀
- 広報：斎藤千可子（第4回）
- AD（第2回-）：中里美紀、渡辺拓真、成田智哉、千葉紋巳、下浩生、小島美一（成田→第2回-、その他→第4回）
- AP：永井美由紀、岩松千尋、玉井佑実（玉井→第1回-、永井・岩松→第4回）
- ディレクター：吉行俊介、渡邉崇、永井洋之、櫛田健太郎、青柳隼人、竹内徳成、井上勝輔、清水御冬、豊島浩行、早川義人（櫛田→第2回-、その他→第4回）
- 制作協力：NEXTEP（第4回）
- 企画・演出：高橋正尚
- プロデューサー：北口富紀子、髙杉祐一、武田桜子、原田廣一、川島典子、坪井理紗(沙)（原田→第1回-、北口・坪井理→第2回-、川島→第3,4回、髙杉・武田→第4回）
- チーフプロデューサー：植村敦（第4回）
- 制作：フジテレビスポーツ局スポーツ制作センター（第4回）
- 製作著作：フジテレビ

### 過去のスタッフ
- 構成：志賀一也（第1回）、飯塚大悟（第1,2回）、しゃーくおかだ、キシ（第3回）
- AUD：藤谷哲男（第3回）
- 照明：三嘴繁（第1回）
- 編集：古屋卓（第1回）、清野和敬、武藤洋徳（2人共→第2回）、岩原大介、安藤賀一（2人共→第3回）
- MA：倉光恵一（第1回）、足達健太郎（第2回）、山本宗太（第3回）
- 大道具操作：宮路博貴（第1,2回）、石井一ノ介（第3回）
- アクリル装飾：松浦由佳（第1,2回）
- マルチ（第1回のみ）：野崎裕康
- 技術協力：IMAGICA（第1,2回）、ニューテレス（第2回）、turn UP（第3回）
- 広報：清田美智子（第1,2回）、佐藤未郷（第3回）
- デスク：関谷いづみ（第1回）、亀井幸恵（第2,3回）
- 制作進行（第2回のみ）：三宅紀子
- AD（第2回-）：柴山凌、森真歩、小木曽文夏、北出恭平（第2回）、安孫子礼菜、小畑翔、久住祐摩、近藤未来、渡邉春菜（第3回）
- AP：開発勇輔、許仁卿󠄁（第2回）、今尾千里、勝又郁乃（第3回）
- ディレクター：青木達生、山口貴由（第1,2回）、東隆志（第1-3回）、伊藤嘉彦・丹羽秀樹、山本紗智子（第2回）、古賀光輝、三谷三四郎、清水裕香（第3回）
- プロデューサー：笹谷隆司（第1回）、坪井貴史（第1,2回）、三浦淳（第2,3回）、大川友也、新本あじあ（第3回）
- チーフプロデューサー：小仲正重（第1-3回）
- 制作協力：FCC（第1回）、THE WORKS（第1-3回）
- 制作：フジテレビ編成局制作センター第2制作室（第1-3回）